# Synandreae
Synandreae, tribus biljaka iz potporodica medićevki, opisan 1837. godine. Postoji pet priznatih rodova od kojih se ističu sjevernoamerički rodovi Synandra i zglobni cvijet ili vitki cvijet (Physostegia).

## Rodovi
1. Synandra Nutt. (1 sp.)
2. Macbridea Elliott ex Nutt. (2 spp.)
3. Warnockia M.W.Turner (1 sp.)
4. Brazoria Engelm. & A.Gray (3 spp.)
5. Physostegia Benth. (12 spp.)